# Страх од лекара
Страх од лекара или јатрофобија (чији назив води порекло од грч. ιατρός и грч. φόβοςia) је неконтролисан, ненормалан, упоран и неоправдан страх од лекара који за последицу може имати појаву здравствених проблема који нису откривени на време. Спада у групу ирационалних облика анксиозности у чијој основи је страховање од бола који се може јавити у току прегледа (од дијагностичких процедура као што су узимање крви, убризгавања лека, дијагностичког средства или вакцина), страх од одвајања од породице, као и страх због опседнутости идејама о болести, смрти, здравственим тегобама, које лекари не могу да идентификују и излече и сл.
Код млађе деце страх од лекара је присутан због опасности од бола и одвајања од родитеља (сепарације), када се дете плаши да ће га родитељи оставити у просторији где ће се над њим обављати тајанствен преглед. А код одрасли страх од лекара је последица страховања да су њихов проблем тежи него што су им објаснили њихови најближи. 
Често, заједно са јатрофобијом, постоји и страх од смрти, јер се пацијенти плаше да су толико болесни да им леари не могу помоћи и да је беспотребно од њих тражити помоћ.

## Историја
Страх од лекара је стар колико и медиицина, и потиче још из праисторије, и периода анимистичке медицине.
Без обзира на чињеницу што су на болести махом гледали као на божју казну за почињене грехе, казну коју треба стоички подносити, Византинци су сматрали и да се болести не могу сузбијати лечењем. Однос Византинаца према медицини и посебно лекарима у најмању руку био је амбивалентан, а то се двојство неретко испољавало у крајњим опречностима. Византинци су радо збијали шале на рачун својих лекара и умели су да неправедно потцењују њихова знања и умешност. Каткад су те шале биле веома грубе и готово на ивици доброг укуса. У њима су лекари представљани као џангризаве и зловољне незналице. У збирци византијских вицева Филогелос, што би у преводу значило „Љубитељ смеха”, збирци која садржи 265 шала, налази се чак двадесетак вицева о лекарима.
Ромеји често нису имали високо мишљење о својим лекарима. Цар Алексије III Анђео (1195—1203), који је патио од дугих и мучних напада костобоље, често се обрушавао на лекаре говорећи да они препоручују само пургативе и да никада болеснима не дају некакав други лек.
Димитрије Кидон, истакнути интелектуалац и политичар 14. века, у једном писму написао је да је његов страх од лекара већи него страх од болести, образлажући то овим речима: 
Они улажу све своје напоре у брбљање бесмислености и обмањивање, не примећујући да мудрим саветима одржавају болест или је још више погоршавају
И Кекавмен, писац 11. века, збој личне јатрофобије саветовао је је своје читаоце да у случају болести не иду код лекара него да се сами лече постом.
Страх од лекара данас је више последица деперсонализације медицине, његове роботизације, што оправдано води многе пацијенте у „изолацију” од лекара, па они оставши сами, често траже решење које не могу да досегну и пронађу.

## Епидемиологија
Најмање половина деце и исто толики број одраслих особа испољава умерен страх од инјекција, а код око 2—8% деце и адолесцената страх од лекар је толико изражен да омета нормалан живот и испољава се као дуготрајна фобија. Родитељи због тога морају да отказују својој деци посете лекару због инјекција и вакцина или посете стоматологу због локалне анестезије.
На глобалном нивоу око 20% популације пати од „синдрома белог мантила", код којих се крвни притисак повећава када се мери у ординацији лекара. Најчешћи страх је од лоше дијагноза, што може да обијасни зашто чак 40% жена које избегавају мамографију и друге тестове које им препоручује лекар, јер у страху од болести:
 
Људи само желе држати главе у песку.
Страх од медицинских игала је једна призната фобија, наведене у DSM -IV приручнику Америчког психијатријског удружење у категорији  — крвавих - инјекцијом изазваних фобија. 
Иако су тестови крви један од најважнијих дијагностичких алата које модерна медицина има на располагању, на основу објављених резултата истраживања, из 2006. године утврђено је да је 15 милиона одраслих и 5 милиона деце осећало непријатност или је реаговало фобичним понашањем када се суочиле са иглом. Скоро четвртина од 15 милиона одраслих рекла је да су одбијали анализу крви или препоручену инјекциону терапију због страха мод убода иглом.

### Лекарска грешке и јатрогена болест у развоју јатрофобије
На појаву страх од лекара могу утицати и сами лекари као изазивачи јатрогених болести повезаних са вештином дијагностиковања и лечења и лекарске грешке. Још из времена Хипократа био је познат могући нежељени ефекат лечења. Идеју да доктори заиста проузрокују болести први су у својим делима драматизовали Молијер и Бернард Шо, а данас неумољиви статистички докази и узнемирујуће чињенице које говоре о порасту јатрогених болести, о чему говоре све чешћи судских процеси у свету, а однедавно и у Србији.
Подаци из земаља чланица Европске уније, показују да се медицинске грешке и јатрогене болести повезане са несавестним радом јављају у 8% до 12% болнички лечених пацијената. У Великој Британији, према извештају Одељење за здравство ове земље, (којим је обухвћено више од 2.000 здравствених установа), процењује се, да је око 850.000 нежељених догађаја годишње (10% од укупно болнички лечених) повезано са пропустима у лечењу. у Шпанији (у националнаој студији о нежељеним догађајима у 2005), Француској и Данској објављени су слични резултати.
Међутим приписивање, по сваку цену, јатрогених обољења, медицинској некомпетентности, немари или немогућности великих медицинских институција да пруже адекватну здравствену бригу и одговарајућу психолошку средину за болесне људе, парцијално објашњава овај феномен, јер га појединци (понекад) чине пренаглашеним; болесници у јаком болу и патњи у терминалној фази болести, родбина у болу за изгубљеном особом, „преваранти“ жељни секундарне материјалне корист или медији у потрази за сензационалистичким информацијама.
Бројни фактори међутим чине овај феномен понекад и „оправданим-неизбежним“ због непредвидљивости моћних модерних лекова и инвазивних терапијских процедура, а и претпоставке и сазнања конвенционалне медицине о природи болести и људског организма, на одређеном нивоу њеног развоја. Склоност организма, али и специфичност неког поремећаја ка реактивним компликацијама према одређеним специјалистичким третманима, чине да болест организма из необјашњивих разлога изазове поремећај који медицина није у стању да предвиди и победи.
По професору Мишри енгл. Mishri: Human error in laparascopic surgery)... системски пропусти у здравству су стално присутни у скривеној форми, „а грешка само чека да се деси“ .

## Ирационално у страху од лекара и шта он изазива?
Типична ирационална уверења (која индукују страх од лекара) међу пацијентима са јатрофобијом су: 
- да му се нешто лоше може догодити,
- да мора стално да се брине о себи како би се припремио за лошу вест о свом здрављу,
- да је оно што осећа у телу сигуран знак болести,
- да не сме бити болестан, јер мора увек знати да је здрав,
- да је са њим све уреду,
- да је несигурност страшна и да је не може поднети, итд.

Нека од ових типичних и штетних, самопоражавајућих понашања доводе до страха од лекара, индукујући код ових особа потрагу за информацијама о болестима на интернету или у популарним публикацијама и причање са другим особама о болестима.
Сва ова понашања представљају неуспешан покушај те особе да превазиђе неизвесност и стрепњу, што код ње доноси само привремено олакшање (кер оваквим понашањем особа мање мисли о болести, празни се и сматра да је са њом све у реду) и јер привремено смањује анксиозност, кер дугорочно гледано таквим понашањем она заправо одражава и појачава ирационалне идеје и страхове, који у крајњем исходу могу довести и до соматизације, превођењем страха у болест.

## Терапија
Утицај сугестије на људско понашање је добро познато. Снага сугестије је тако велика да, према речима доктора, пацијент може доживети побољшање или супротно. у зависности од тога шта му је лекар рекао и њихових гестова, неки пацијенти могу да се ослободе јастрофобије и одлуче да се лече и живе или не.
Као и све друге фобије и страх од лекара или јатрофобија могу се сузбити и/или излечити:
- Когнитивном бихевиоралном терапијом — као обликом психотерапије који наглашава важност улоге мишљења у ономе шта осећамо и како се понашамо. Когнитивно-бихевиорални терапеути уче да, када је наш мозак здрав, онда је наше мишљење то које проузрокује да се осећамо и понашамо на одређен начин. Због тога је, уколико доживљавамо осећања која не желимо или се понашамо на начин који не желимо, важно идентификовати размишљања која узрокују та осећања и понашања, те научити како их заменити или заузети другачији однос према размишљањима и емоцијама која воде реакцијама које желимо.
- Хабиталном стратегијом за опуштање
- Когнитивном терапијом — заснованој на чињеници да начин мишљења, односно, прецизније речено тумачења, процењивања, обраде података и закључивања, одређују облик емотивних реаговања, па и психопатологију јастрофобије.
- Превенцијом одговорима — смањењу и превенира социјалне искључености и води ка социјалном укључивању и интеграцији у живот заједнице социјално осетљиве групе са одређеним фобијама.
- Хипнотерапијом — као правацем у психотерапије који користи хипнозу или хипнотичко стање за психотерапијски рад са особама које пате од јатрофобије.
- Групном терапијом — у којој се пружа психотерапијски третман у облику у коме обично постоји један терапеут и шест до дванаест учесника са јатроофобијом. Понекад терапеит може препоручити групну терапију пре индивидуалне психотерапије, из разних разлоге. Један од разлога може бити да је групни формат боље прилагођен особи или ...
- Психотерапијом — процесом који се одвија између терапеута и пацијента или групе пацијената, и састоји се од низа вербалних и невербалних техника које имају за циљ да доведу до бољег менталног функционисања или елиминације јатрофобије. Циљ психотерапије јатрофобије је да се до промена у односу према лекару дође на постепен и структурисан начин.
- Енергетском психологијом
- Лековима
- Медитацијом

У превладавању јатрофобије код пацијенат лекари треба увек да разговарају са левом хемисфером, то јест са разлогом, али са десном, срцем, треба да емитују своје поруке емпатијом, односно да се барем неколико минута стављају у ципеле својих пацијената, како би разумели шта он доживљава.